# Sion Festival
Das Sion Festival wurde 1964 vom ungarischen Geiger und Violinpädagogen Tibor Varga als Sommerakademie gegründet. Das Festival zählt zu den wichtigsten Veranstaltungen der klassischen Musik im Kanton Wallis sowie in der Schweiz und wird alljährlich in der zweiten August-Hälfte ausgetragen. Die Konzerte finden an verschiedenen Orten innerhalb des Stadtgebiets, vor allem aber im Théâtre de Valère von Sitten statt. Sie sind stark auf Streichinstrumente (Geige, Bratsche, Cello) und deren Solisten ausgerichtet, es werden aber auch Bühnenevents präsentiert. Viele junge Talente standen hier erstmals auf grosser Bühne oder wurden hier entdeckt.

## Geschichte
1967, drei Jahre nach seiner Gründung wurde erstmals im Rahmen dieser Veranstaltung der Internationale Violinwettbewerb Tibor Varga durchgeführt, das die Attraktivität deutlich steigerte und seitdem fester Programmbestandteil geworden ist. Die Ausrichtung geht gezielt sowohl an «erfahrene Musikliebhaber als auch ein Publikum, das weniger an Konzertsäle gewöhnt ist» Das Sion Festival wird von der FONDATION SION VIOLON MUSIQUE, eine 2002 gegründete gemeinnützige Stiftung, durchgeführt. In „Sitten und Umgebung ist sie auf dem Gebiet der Musik Veranstalterin der Sommerakademie und/oder Meisterkurse während des ganzen Jahres, des Violinwettbewerbs, des klassische Festivals sowie jeder anderen Veranstaltung, die den Zielen der Stiftung entspricht“.
Der ursprüngliche Name war bis 2012 Festival international de musique Tibor Varga. Veranstalterin ist die Stiftung Sion Violon Musique. Jean-Frédéric Jauslin, früherer UNESCO-Botschafter und Direktor des Bundesamts für Kultur, wurde 2017 zum neuen Präsidenten der Stiftung berufen, die seit Mai 2017 drei Veranstaltungsreihen vereint. Alle drei können auf eine lange Tradition zurückblicken:
- die Musikakademie Tibor Varga, gegründet 1962,
- das Sion Festival, gegründet 1964, und
- den Internationalen Violinwettbewerb Tibor Varga.

Jauslin folgte auf Chantal Balet Emery (* 1952), Direktorin des Wirtschaftsverbandes economiesuisse in der Romandie, und Pierre-Christian de Roten (* 1951), Mediziner und Kantonspolitiker der Liberalen Partei der Schweiz (LPS).
Im Jahr 2018 kam der Internationale Violinwettbewerb Tibor Junior hinzu. Künstlerische Leiter des Festivals seit 2024 sind die Geiger Janine Jansen und Pavel Vernikov.
Ein weiterer wichtiger Austragungsort ist das La Ferme-Asile am Ufer der Rhône. Heute ein Zentrum für zeitgenössische bildende Kunst, wurde der Baukörper zunächst als Bauernhaus und dann für andere soziale Zwecke genutzt. Mitte der 1990er Jahre wurde er nach etwa zehn Jahren des Leerstands von Künstler übernommen und öffnet während auch anderen Kunstrichtungen wie der des Sions Festivals seine Türen.

## Musiker
Beim Festival gastierten im Lauf der Jahre viele der berühmtesten Geiger und Bratschisten der Welt, darunter Gilles Apap, Hannes Beckmann, Lea Birringer, Madeleine Carruzzo, Mirijam Contzen, Johannes Dickbauer, Sebastian Hamann, Susanna Yoko Henkel, Luc Héry, Latica Honda-Rosenberg, Nobuko Imai, Gidon Kremer (mit seiner Kremerata Baltica), Boris Kuschnir, Hartmut Lindemann, Tatjana Masurenko, Shlomo Mintz,  Alina Pogostkina, Tassilo Probst, Vadim Repin, Adam Taubitz und Monika Urbaniak, weiters die Cellisten Sebastian Diezig, Mischa Maisky, Gabor Rejto und Jordi Savall, die Pianisten Itamar Golan, Maria João Pires, Matthias Samuil, Chouchane Siranossian, Michael Studer, Simon Trpčeski und Yu Yamei, die Gruppierungen Igudesman & Joo und Jánoška Ensemble, die Tanztruppe Flying Steps, der Jazzmusiker Richard Galliano, der Trompeter Sergei Nakariakov sowie die Sängerinnen Lena Belkina, Natalie Dessay und Julia Lezhneva.
Im Jahr 2010 zeigte der Geigenbauer Amnon Weinstein die Violins of Hope, 18 von 24 Geigen, die von ihm aus der Zeit des Holocaust gerettet und restauriert wurden. Sie waren während des Festivals im Ancien Pénitencier von Sion ausgestellt, einem früheren Gefängnis und heutigem Museum. Die Geigen wurden auch in sechs Konzerten gespielt – von Cihat Aşkın, Yair Dalal, Shlomo Mintz and Hagai Shaham.

## Schallplatte
Musikaufnahmen der Konzerte gelangen anschliessend in den Handel.
- Festival Tibor Varga Sion, Association Du Festival Tibor Varga Sion – N°4, Werke von Bach und Schubert, 1967